# PPP1R13B
PPP1R13B‏ (Protein phosphatase 1 regulatory subunit 13B) هوَ بروتين يُشَفر بواسطة جين PPP1R13B في الإنسان.
يُشفِّر هذا الجين أحدَ بروتينات عائلة ASPP (بروتين p53 المُحفِّز للموت الخلوي المبرمج) المُتفاعلة مع p53. يحتوي هذا البروتين على أربع تكرارات أنكرين ونطاق SH3 مُشارك في تفاعلات البروتين-البروتين. تُعدّ بروتينات ASPP ضروريةً لتحريض الموت الخلوي المبرمج بواسطة بروتينات عائلة p53. تُعزِّز هذه البروتينات ارتباط الحمض النووي (DNA) وتنشيط بروتينات عائلة p53 على مُحفِّزات الجينات المُؤيِّدة للموت الخلوي المبرمج. يُنظَّم التعبير عن هذا الجين بواسطة عامل النسخ E2F.